# Irene
Irene ist ein weiblicher Vorname. Der entsprechende männliche Vorname ist Irenäus.

## Herkunft und Bedeutung des Namens
Griechisch-lateinisch ‚die Friedliche‘ (altgriechisch εἰρήνη eirēnē ‚Frieden‘); stammt von der griechischen Friedensgöttin Eirene (neugriechisch Irini) ab.

## Namenstag
- 22. Januar: Irene von Rom († um 288)
- 21. Februar: Irene von Rom († um 379)
- 1. April, teilweise auch als 3. April angegeben: Irene von Thessaloniki († 304)
- 5. Mai: Irene von Thessaloniki oder Konstantinopel († 310)
- 28. Juli: Irene von Chrysovalantou (9./10. Jh.)
- 9. August: Irene von Byzanz
- 20. Oktober: Irene von Portugal

## Varianten
- Airinė (litauisch)
- Eyrin (irisch)
- Ina, Inna
- Ini, Iri
- Ira
- Iren, Ireen
- Irène (französisch)
- Irena (albanisch, bulgarisch, griechisch, kroatisch, litauisch, polnisch, portugiesisch, serbisch, slowakisch, sorbisch, tschechisch)
- Irenica
- Irenli
- Irene (deutsch, italienisch)
- Irina (bulgarisch Ирина),
- Irina (russisch Ирина), Iryna (belarussisch Ірына, ukrainisch Ірина), Irinka, Irischa (-ka), Irotschka, Irutscha, Iratschka, Irtschgi, Irinuschka
- Irinchik
- Irindja
- Irini (Ειρήνη griechisch)
- Irinotschka
- Irka
- Irtschik
- Irucha
- Irulja
- Irunsik
- Irusik
- Rina (Ρήνα griechisch), Rinaki (Ρηνάκι griechisch), Rinula (Ρηνούλα griechisch)

## Namensträgerinnen

### Irene
Antike und Mittelalter
- Irene von Rom († um 288), Heilige, Witwe des heiligen Kastulus
- Irene von Rom († um 379) (um 349–um 379), Heilige, Schwester des Papstes Damasus I.
- Irene von Thessaloniki († 304), Märtyrin aus Aquileia
- Irene von Thessaloniki († 310) (auch Irene von Konstantinopel), Märtyrin aus Thessaloniki
- Irene von Portugal († um 673), Heilige
- Irene (Kaiserin) (752–803), erste regierende byzantinische Kaiserin (797–802)
- Irene (1088–1135), ursprünglich Piroska von Ungarn, byzantinische Kaiserin als Gattin Johannes’ II. Komnenos, wird als Heilige verehrt
- Irene (um 1110–1158/1160), ursprünglich Bertha von Sulzbach, byzantinische Kaiserin als Gattin Manuels I. Komnenos
- Irene von Byzanz (1177/1181–1208), deutsche Königin, auch Irene von Schwaben
- Irene Palaiologina (Trapezunt) (um 1315–nach 1341), Kaiserin von Trapezunt
- Irene Palaiologina (Byzanz) († um 1391), byzantinische Kaisergattin

Neuzeit
- Irene von Griechenland (1904–1974), griechische Prinzessin und Herzogin von Aosta
- Irene von Oranien-Nassau (* 1939), Prinzessin der Niederlande
- Irene Awret (1921–2014), amerikanische Schriftstellerin und Malerin
- Irene Below (* 1942), deutsche Kunsthistorikerin
- Irene Blumenthal (1913–2005), deutsche Ärztin
- Irene Butter (* 1930), Überlebende des Holocaust
- Irene Cadurisch (* 1991), Schweizer Biathletin
- Irene Cara (1959–2022), US-amerikanische Sängerin und Schauspielerin
- Irene Diwiak (* 1991), österreichische Schriftstellerin
- Irene Dölling (* 1942), deutsche Soziologin
- Irene Eisinger (1903–1994), deutsche Opernsängerin (Sopran)
- Irene Epple-Waigel (* 1957), deutsche Skirennläuferin
- Irene Ferchl (* 1954), deutsche Schriftstellerin, Publizistin und Kulturjournalistin
- Irene Fischer (* 1959), deutsche Schauspielerin
- Irene Gerlach (* 1955), deutsche Politikwissenschaftlerin und Hochschullehrerin
- Irene Grandi (* 1969), italienische Popsängerin und Songwriterin
- Irene Gut Opdyke (1922–2003), polnische Krankenschwester, Gerechte unter den Völkern
- Irene Heise (* 1956), österreichische katholische Religionspädagogin und Autorin
- Irene Herre (* 1944), deutsche Malerin
- Irene Ivancan (* 1983), deutsche Tischtennisspielerin kroatischer Abstammung
- Irene Khan (* 1956), Juristin, Menschenrechtsaktivistin und Autorin aus Bangladesch
- Irene Lentz (1900–1962), Künstlername Irene, US-amerikanische Kostümbildnerin
- Irene Schade (* 1929), deutsche Spionin
- Irene Lieblich (1923–2008), polnisch-US-amerikanische Dichterin, Malerin und Illustratorin
- Irene Ludwig (1927–2010), deutsche Kunsthistorikerin, Kunstsammlerin und Mäzenin
- Irene Manton (1904–1988), britische Botanikerin
- Irene Meichsner (* 1952), deutsche Wissenschaftsjournalistin und Autorin
- Irene Mihalic (* 1976), deutsche Politikerin (Bündnis 90/Die Grünen)
- Irene Niepel (* 1955), deutsche bildende Künstlerin
- Irene Oldfather (* 1954), schottische Politikerin, Mitglied der Labour Party
- Irene Papas (1926–2022), griechische Schauspielerin
- Irene Paredes (* 1991), spanische Fußballspielerin
- Irene Prador (1911–1996), österreichische Schauspielerin, Sängerin und Autorin
- Irene Rindje (* 1956), deutsche Schauspielerin
- Irene Rodrian (1937–2025), deutsche Schriftstellerin und Drehbuchautorin
- Irene Rosenfeld (* 1953), US-amerikanische Managerin und Vorstandsvorsitzende
- Irene Schaschl-Schuster (1895–1979), österreichische Kunstgewerblerin
- Irene Schloss, argentinische Antarktis-Forscherin
- Irene Schouten (* 1992), niederländische Eisschnellläuferin und Inline-Speedskaterin
- Irene Schwarz (* 1960), deutsche Schauspielerin
- Irene Stratenwerth (* 1954), Autorin, Schriftstellerin, Journalistin und Ausstellungskuratorin
- Irene Tedrow (1907–1995), US-amerikanische Schauspielerin
- Irene Usabiaga (* 1993), spanische Radsportlerin
- Irene Wellershoff (* 1954), deutsche Filmproduzentin
- Irene Yorck von Wartenburg (1913–1950), deutsche Ärztin und Mitglied des Kreisauer Kreises

Zweitname
- Mary Irene Curzon, 2. Baroness Ravensdale (1896–1966), britische Adelige und Mitglied im House of Lords

Künstlername
- Irene X (* 1990), spanische Dichterin

Pseudonym
- Pseudonym  von Julie Ruhkopf (1799–1880), deutsche Kinderbuchautorin

### Irena
- Irena Anders (1920–2010), ukrainisch-polnische Bühnenschauspielerin und Sängerin
- Irena Bączkowska (1902–2006), polnische Agrarwissenschaftlerin und Schriftstellerin
- Irena Bernášková (1904–1942), tschechische Widerstandskämpferin im Protektorat Böhmen und Mähren
- Irena Blühová (1904–1991), tschechoslowakische und slowakische Fotografin, Publizistin und Hochschullehrerin
- Irena Bobowska (1920–1942), polnische Dichterin, Künstlerin und Widerstandskämpferin
- Irena Brežná (* 1950), slowakisch-schweizerische Schriftstellerin und Journalistin
- Irena Cristalis (* 1959), niederländische Journalistin und Fotografin
- Irena Dodalová (1900–1989), tschechoslowakische Theater- und Filmregisseurin, Drehbuchautorin, Pädagogin und Filmproduzentin
- Irena Dousková (* 1964), tschechische Schriftstellerin
- Irena Dubiska (1899–1989), polnische Geigerin und Musikpädagogin
- Irena Eichlerówna (1908–1990), polnische Film- und Theaterschauspielerin
- Irena Francová (* 1970), tschechische Skibobfahrerin
- Irena Gillarová (* 1992), tschechische Leichtathletin (Speerwurf)
- Irena Górska-Damięcka (1910–2008), polnische Schauspielerin und Regisseurin
- Irena Grafenauer (* 1957), slowenische Querflötistin
- Irena Habalik (* 1955), österreichische Schriftstellerin
- Irena Hajnsek (* 1970), deutsche Geographin und Hochschullehrerin
- Irena Jarocka (1946–2012), polnische Balladen-, Pop- und Schlagersängerin
- Irena Jurgielewiczowa (1903–2003), polnische Kinder- und Jugendbuchautorin
- Irena Karpa (* 1980), ukrainische Schriftstellerin, Journalistin, Sängerin, Schauspielerin und Fernsehmoderatorin
- Irena Krzywicka (1899–1994), polnische Feministin
- Irena Kukutz (* 1950), deutsche Politikerin, Künstlerin und Publizistin
- Irena Kwiatkowska (1912–2011), polnische Schauspielerin
- Irena Malkiewicz (1911–2004), polnische Theater- und Filmschauspielerin
- Irena Pavlovic (* 1988), französische Tennisspielerin
- Irena Ráček (* 1948), österreichisch-slowakische Malerin, Illustratorin, Kinderbuchautorin, Kunstpädagogin und Kuratorin
- Irena Rüther-Rabinowicz (1900–1979), deutsche Malerin
- Irena Sendler (1910–2008), polnische Sozialarbeiterin und Krankenschwester
- Irena Solska (1877–1958), polnische Schauspielerin und Regisseurin
- Irena Szewińska (1946–2018), polnische Leichtathletin und Olympiasiegerin
- Irena Veisaitė (1928–2020), litauische Literatur- und Theaterwissenschaftlerin
- Irena Vrkljan (1930–2021), kroatisch-deutsche Schriftstellerin und Übersetzerin

### Irène
- Irène Aebi (* 1939), Schweizer Cellistin, Violinistin und Sängerin im Bereich des Free Jazz
- Irène Bordoni (1885–1953), französisch-amerikanische Schauspielerin und Sängerin
- Irène Bourquin (* 1950), Schweizer Schriftstellerin und Herausgeberin
- Irène Galter (1931–2018), italienische Schauspielerin
- Irène Hamoir (1906–1994), belgische Dichterin und Romanautorin
- Irène Jacob (* 1966), schweizerisch-französische Film- und Theaterschauspielerin
- Irène Joachim (1913–2001), französische Opernsängerin (Sopran)
- Irène Joliot-Curie (1897–1956), französische Physikerin und Chemikerin
- Irène Kälin (* 1987), Schweizer Politikerin
- Irène Kuhn (* 1947), französische Germanistin, Dozentin, Übersetzerin und Schriftstellerin
- Irène Lagut (1893–1994), französische Malerin
- Irène Mürner (* 1972), Schweizer Schriftstellerin
- Irène Némirovsky (1903–1942), französisch schreibende Schriftstellerin
- Irène Räss (* 1989), Schweizer Unihockeyspielerin
- Irène Schweizer (1941–2024), Schweizer Pianistin und Schlagzeugerin
- Irène Straub (* 1971), Schweizer Musicalsängerin und Gesangspädagogin
- Irène Tiendrébéogo (* 1977), burkinische Leichtathletin (Hochsprung)
- Irène Tunc (1934–1972), französische Schauspielerin
- Irène Wydler (* 1943), Schweizer Malerin, Zeichnerin und Kunstpädagogin
- Irène Zurkinden (1909–1987), Schweizer Malerin

### Irini
- Irini Aindili (* 1983), griechische Sportlerin der Rhythmischen Sportgymnastik
- Irini Charalambidou (* 1964), zyprische Politikerin der kommunistischen Fortschrittspartei des werktätigen Volkes AKEL
- Irini Ioannidou (* 1991), deutsche Fußballspielerin
- Irini Mouchou (* 1987), griechische Triathletin, Triathlon-Staatsmeisterin 2009
- Irini Qirjako (* 1950), albanische Solosängerin und Schauspielerin
- Irini Tsamadou Jacoberger (* 1958), griechisch-französische Sprachwissenschaftlerin und Neogräzistin
- Irini Vasiliou (* 1990), griechische Sprinterin (400-Meter-Lauf)

## Weitere Verwendungen
- Protagonistin Irene in Herta Müllers Erzähl-Collage Reisende auf einem Bein (1989)
- Name von einer der imaginierten Städte in Italo Calivnos Die unsichtbaren Städte (1972)
- Im System der Wirbelsturm-Namen: Tropischer Wirbelsturm Irene
- Titelfigur im Film Das Mädchen Irene
- Irene Adler aus Sherlock Holmes
- Marine-Operation Irini